# Pedopodisma rutifemoralis
Pedopodisma rutifemoralis är en insektsart som beskrevs av Zhong, Yulin och Z. Zheng 2004. Pedopodisma rutifemoralis ingår i släktet Pedopodisma och familjen gräshoppor. Inga underarter finns listade i Catalogue of Life.